# Панчо Михайлов (революционер)
 Тази статия е за революционера Панчо Михайлов.  За българския белетрист вижте Панчо Михайлов (белетрист).  
Панчо Михайлов Апостолов Мечкаров, наричан Чавдар, Мечето, Мечкарски, е български офицер, фолклорист и революционер, кочански околийски войвода на Вътрешната македонска революционна организация.

## Биография
Панчо Михайлов е роден през 1891 година в Щип, тогава в Османската империя. Завършва средното си образование в българското педагогическо училище в Скопие. Работи като учител.
През Балканската война и Междусъюзническата война служи като доброволец в 1-ва и 3-та рота на 7-ма кумановска дружина на Македоно-одринското опълчение.
След 1913 година се установява в България и завършва школа за запасни офицери, а през Първата световна война е командир на картечна рота в 53-ти пехотен полк. Награден е с ордени „За храброст“, IV степен и „За заслуга“.
След края на войната е демобилизиран и работи като главен счетоводител в мини „Перник“. Присъединява се към възстановената от Тодор Александров и Александър Протогеров ВМРО през 1920 година и е назначен за войвода в Кочанско от 1921 година.
През 1921 година кочанската чета на Панчо Михайлов заедно с щипската на Иван Бърльо води сражение със сръбски войски край село Спанчево, в което сърбите губят осем души. През цялата 1922 година четата на Михайлов се сражава 9 пъти със сръбски части в Кочанско и Щипско.
Панчо Михайлов ръководи превземането на Кюстендил на 4 – 6 декември 1922 година, заедно с Иван Бърльо и селските милиции и чети на ВМРО от околиите на Царево село, Кратово, Виница и Кочани. На централния площад в Кюстендил Панчо Михайлов изнася реч, която завършва:
| „ | Аз питам всички Ви: – Защо ни преследвате и коя е нашата вина? Затова ли, че приказваме на вашия кръшен език, че пеем същите песни които и вие пеете, че в жилите ни тече също такава кръв каквато тече и във вашите жили, че сме плът от вашата плът и че сме издънка от общото българско дърво!!! Вам младото поколение отправям следния апел, трябва да изучавате грижливо историята на своето отечество, колкото повече го познавате толкова повече ще го обичате, а ЛЮБОВТА дава всичко, тя дава ВЯРА, НАДЕЖДА и обръща в РАДОСТ жертвите! Тя учи на ПОСТОЯНСТВО и ВОЛЯ, предизвиква СЪЕДИНЕНИЕ, подготвя СИЛА! | “ |

След убийството на Тодор Александров през 1924 година Панчо Михайлов, по предложение на Иван Михайлов, е избран за член на организационния съд, заедно с Йордан Гюрков и Петър Шанданов. През юли 1924 година четата на Михайлов води целодневно сражение със сръбска потеря при селата Калиманци и Илиово.
В 1924 година Панчо Михайлов издава сборника „Български народни песни от Македония“. Сборникът е издание на Щипското благотворително братство и е с предговор от Михаил Арнаудов. В книгата влизат записвани от Михайлов песни при обиколките му в Македония предимно от Щипска, Скопска, Кратовска, Кочанска, Паланечка и Царевоселска-Малешевска околия. За събирането на песните допринасят и войводите Мите Опилски, Евтим Полски, Томе Попзахариев, Димитър Паликрушев и Григор Хаджикимов.
В предговора Михайлов казва:
| „ | Има ли в света народ, на който по най-жесток начин да е отнето правото да говори, да се учи, да пее на своя майчин мил език? Има ли некъде народ, с чиито религиозни чувства и обществен морал да са се гаврили управниците му? Има ли некъде народ, чиито вековни усилия за просвета и национална свест биват затрити с един варварски замах? Где е тоя народ, който през ред поколения е имал стотици училища, черкви, учители, свещеници и ученици, и после, в „културния“ XX век, остава изведнаж без помен от всичко това? Где е тоя народ, чиито майки вечно с кърпи черни ходят, чиито заселища са обърнати на пепелища и чиято земя е обрасла с бурен и покрита с трупове? Где е тоя народ, чийто небосклон е постоянно покрит с облаци мрачни, предвождани от гарвани зловещи? О, има, има такъв народ! Това е българският народ, поставен в един божествен земен край, който от всички се нарича през низ векове Македония. Тук, по силата на насилнически договори, които крият от самото начало фермента на разложението си, на нас, българите, е отнето правото да се учим и говорим на родния си език, да се наричаме българи. | “ |

Михайлов е от генерацията български фолклористи заедно с Иван Шандаров и Петър Чачаров, насърчени в известна степен от делото на видния български фолклорист Ефрем Каранов, произхождащи от Кратовско-Щипския край.
Панчо Михайлов е убит в София на 15 юни 1925 година, по нареждане на Иван Михайлов. Официалното становище е, че нарушава дисциплинарните правила във ВМРО, за което е предупреждаван неколкократно. Изключен е от организацията, а по-късно по подозрения, че ще бяга във Виена и ще издава вестник с федералистите, се стига до смъртното наказание. В действителност той е в конфликт с Иван Михайлов още от 1924 година след убийството на Тодор Александров заради възникнало противоречие кой да оглави организацията, след това не е допуснат на Скопския окръжен конгрес. Иван Михайлов дава лично обещание на Петър Шанданов, че няма да нареди убийството на Михайлов, което не спазва.
Съпруга на Панчо Михайлов е Елена Благоева от Скопие, завършила Солунската българска девическа гимназия (випуск XVIII, 1909), българска учителка във Виница. Имат двама сина: Емил и Александър.
Панчо Михайлов е автор и на „В страната на сълзите“ и на „Защо дойдохме“.